# Simulium caucasicum
Simulium caucasicum är en tvåvingeart som beskrevs av Rubtsov 1940. Simulium caucasicum ingår i släktet Simulium och familjen knott. Inga underarter finns listade i Catalogue of Life.